# Клименко Петро Михайлович
Петро Михайлович Климе́нко (нар. 18 лютого 1961, Житомир — пом. 2 серпня 2000, Житомир) — український живописець. Син поета Михайла, брат поетеси Наталії та майстра художнього оброблення дерева Віталія Клименків.

## Біографія
Народився 18 лютого 1961 року в місті Житомирі (тепер Україна). 1978 року закінчив Житомирську художню школу (клас Віктора Шкуринського). З 1978 по 1980 рік навчався в Одеському художньому училищі.
Помер в Житомирі 2 серпня 2000 року. Похований в селі Левкові Житомирського району.

## Творчість
Автор портретів, пейзажів, натюрмортів. Серед робіт:
- «Автопортрет» (1977);
- «Дзвоники вранці», (1990);
- «Бузок» (1990);
- «Натюрморт із яблуками» (1990);
- «Іриси на блакитному тлі» (1991);
- «Зелений сад» (1991);
- «Зелена алея» (1991);
- «Сніданок під дощем» (1991);
- «Натюрморт із виноградом» (1991);
- «Осінній натюрморт» (1995);
- «Святковий натюрморт» (1998);
- «Натюрморт із магнолією» (1999);
- «Напровесні» (1999);
- «Біля церкви» (1999);
- «Житомир. Весна на Подолі» (1999);
- «Біля костелу» (2000);
- «Житомир напровесні» (2000);
- «Житомир. Поділ» (2000);
- «Бузок цвіте» (2000);
- «Натюрморт на тлі зими» (2000).

Брав участь у мистецьких виставках з 1994 року. Персональні пройшли у Києві у 1994 та 1999 роках і у Житомирі у 1999 році.